# El Pont de Suert
El Pont de Suert är en kommun i Spanien.   Den ligger i provinsen Província de Lleida och regionen Katalonien, i den nordöstra delen av landet, 400 km nordost om huvudstaden Madrid. Antalet invånare är 2 516. Arean är 148 kvadratkilometer. El Pont de Suert gränsar till Vilaller, La Vall de Boí, Sarroca de Bellera, Senterada, Conca de Dalt, Tremp, Sopeira, Bonansa och Montanuy. 
Terrängen i El Pont de Suert är kuperad åt sydväst, men åt nordost är den bergig.
El Pont de Suert delas in i:
- Les Bordes